# أكاديمية
المَجْمَعُ أو الأكاديمية (بالأتيكية اليونانية: Ἀκαδήμεια، وباليونانية العامية المختلطة: Ἀκαδημία)، هي منهاج للبحث العلمي يلتزم بقواعده الباحث التابع لإحدى الجامعات الرسمية، وهي قواعد تعتبر محل انتقاد من قبل الكثيرين من العلماء والباحثين الذين يعتقدون أن قواعد البحث الأكاديمي تبتعد كثيرا عن البحث العلمي الموضوعي، إذ يعتبرون أن أساتذة الجامعات هم أبعد ما يكون عن التجرد التام للعلم، كذلك يعد هؤلاء العلماء المنتقدون للأكاديمية أن آليات البحث الأكاديمي تقلل من رأي الباحث وحرية الرأي، وتمجد من المصادر وترفع من قدسيتها وتغالي في التوثيق على حساب متن البحث نفسه.
يعود أصل الاسم إلى مدرسة أفلاطون الفلسفية، المؤسسة في نحو العام 385 قبل الميلاد في الأكاديمية الأفلاطونية، وهي مكان مقدس لإلهة أثينا؛ إلهة الحكمة والمهارة، شمال مدينة أثينا في اليونان.

## أصل الكلمة
جاءت الكلمة من أكاديمية في اليونان القديمة، والتي تشتق من البطل الأثيني، أكاديموس. خارج أسوار أثينا، اشتهر جيمناسيون على يد أفلاطون كمركز للتعليم. كان المكان المقدس، المخصص لآلهة الحكمة، أثينا، بستان زيتون سابقًا، ومن هنا جاء التعبير «بساتين الأكاديمية (بالإنجليزية: the groves of Academe)».
تحدث أفلاطون مع أتباعه في هذه الحدائق. وطور جلساته إلى طريقة لتعليم الفلسفة في العام 387 قبل الميلاد، وأسس ما يعرف الآن بالأكاديمية القديمة.
ومن خلال التوسع، أصبح الأكاديميا يعني التراكم الثقافي للمعرفة، وتطويرها ونقلها عبر الأجيال وكذلك عبر ممارسيها وناقليها. في القرن السابع عشر، استخدم العلماء البريطانيون، والإيطاليون، والفرنسيون هذا المصطلح لتوصيف أنواع من مؤسسات التعليم العالي.

## منشؤها

### الأكاديمية الأصلية
احتوت الأكاديمية الأفلاطونية قبل أن تكون مدرسةً، وقبل إحاطة حدودها بالجدران حتى، على بساتين مقدسة من شجر الزيتون مخصصة لأثينا، آلهة الحكمة، خارج جدران أثينا القديمة. الاسم القديم للموقع هو هيكديميا، والذي تطور خلال العصور الكلاسيكية ليصبح الأكاديمية وفُسّر -على الأقل منذ بدايات القرن السادس قبل الميلاد- من خلال ربطه بالبطل الأثيني «أكاديموس» الأسطوري. اعتُبر موقع الأكاديمية مكانًا مقدسًا لأثينا وبقية الآلهة الإغريقية.
كان خلفاء أفلاطون المباشرون كرؤساء (علماء، «سكولارش») للأكاديمية إسبوزيبوس (347-339 قبل الميلاد)، ثم زينوقراط (339-314 قبل الميلاد)، وبوليمون (339-314 قبل الميلاد)، وأقراطس الأثيني (نحو 269-266 قبل الميلاد)، وأرسيسيلاوس (نحو 226-240 قبل الميلاد). بينما يتضمن العلماء الذين جاءوا لاحقًا بلكيسديس القوريني، وكارنياديس، وكليتوماكوس القرطاجني، وفيلو اللاريسي («آخر مدير للأكاديمية مسلم به»). ومن الأعضاء الآخرين البارزين في الأكاديمية أرسطو، وهيرقليدس بونتيكوس، وإيودوكسوس من كنيدوس، فيليب من أوبس، وأنطيوخس الأشقلوني.

### الأكاديمية الأفلاطونية المحدثة في العصور القديمة المتأخرة
بعد انهيرها خلال بدايات فترة الاحتلال الروماني، أُعيد تأسيس الأكاديمية الأفلاطونية كمؤسسة جديدة لبعض الأفلاطونيين المتميزين في العصور القديمة المتأخرة والذين سمّوا أنفسهم بـ«الخلفاء» (ولكن الخلفاء الأفلاطونيين) وقدموا أنفسهم على أنهم تقليد غير منقطع يعود لأفلاطون. وعلى أي حال، لا يمكن في الواقع وجود أي استمرارية جغرافية أو مؤسساتية أو اقتصادية أو شخصية مع الأكاديمية الأصلية في الكيان التنظيمي الحديث.
اختير آخر فلاسفة «اليونان» في الأكاديمية الأفلاطونية المجددة في القرن السادس من أجزاء مختلفة من المجتمع الثقافي الهلنستي وقد اقترحوا التوفيق الواسع للثقافة المشتركة (انظر إلى اليونانية العامية المختلطة): وكان هنالك خمسة من فلاسفة الأكاديمية السبعة الذين ذكرهم أغاثياس يعود أصلهم الثقافي إلى السريانية: هيرمياس وديوجينيس (كلاهما من فنيقيا)، وإيزيدرو الغزاوي، وداماسكيوس السوري، ويامبليخوس من سورية الجوفاء، وربما حتى سيمبليسيوس من قيليقية.
أغلق الإمبراطور البيزنطي جستينيان الأول المدرسة في عام 529 بعد الميلاد، التاريخ الذي يُشار إليه عادةً على أنه نهاية العصور القديمة. وتبعًا إلى الشاهد الوحيد، المؤرخ أغاثياس، تطلع أعضاؤها الباقون إلى الحماية في ظل حكم الملك الساساني كسرى الأول في عاصمته طيسفون، حاملين معهم مخطوطات أدبية وفلسفية ثمينة، وبدرجة أقل مخطوطات علمية. وضمنوا أمنهم الشخصي بعد معاهدة السلام بين الفرس والإمبراطورية البيزنطية في العام 532 (وثيقة مبكرة في التاريخ عن حرية الأديان)، وجد بعض الأعضاء ملاذًا لهم في معقل الحران الوثني، بالقرب من الرها (أورفة). وكان سيمبليسيوس واحدًا من آخر الشخصيات القيادية من هذه المجموعة، فهو تلميذ داماسكيوس، آخر مدير للمدرسة الأثينية.
يُخمّن أن الأكاديمية لم تختفي بالكامل. فمنذ نفي سيمبلييسوس، يحتمل أنه سافر (ربما مع آخرين) إلى حران قرب أورفة. ومن هناك يحتمل أن طلاب الأكاديمية في المنفى استطاعوا النجاة حتى القرن التاسع، طويلًا ما يكفي للمساهمة في إحياء العرب لتقليد السرد الأفلاطوني المحدث في بغداد.

## مؤسات العصور الوسطى والقديمة

### العالم القديم

#### اليونان وأوروبا المبكرة
بعد تأسيس الأكاديمية الأصلية في اليونان القديمة، طوّر زملاء أفلاطون وتلاميذه أساليب فرعية مشتقة من أساليبه. أسس أركسيلاوس -تلميذ أفلاطون اليوناني- الأكاديمية الوسطى. وأسس كارنياديس –تلميذ آخر- الأكاديمية الجديدة. في عام 335 قبل الميلاد حسّن أرسطو الأساليب تبعًا لنظرياته الخاصة، وأسّس ليقيون (الذي أصبح نطقه الشائع «ليسيوم» في اللغات الأوروبية) في جيمناسيون آخر.

#### أفريقيا
كان الميوزايوم، وسرابيوم، ومكتبة الاسكنندرية في مصر مقصدًا للمفكرين الأفريقيين والأوروبيين والآسيويين من أجل دراسة جوانب الفلسفة المتعددة، واللغة، والرياضيات.
كانت جامعة تمبكتو جامعة في العصور الوسطى في تمبكتو، في مالي الحالية، وكانت تتكون من ثلاث مدارس: جامع جينجاريبر، وجامع سيدي يحيى، وجامع سنكوري. كان متوسط عدد الحضور في فترة أوجها نحو 25.000 طالبًا ضمن مدينة تعداد سكانها نحو 100.000.

#### الصين
أسس شون مؤسسة تعليم عالٍ تدعى شانغ سيانغ في عهد يويو قبل القرن الواحد والعشرين قبل الميلاد. كانت الأكاديمية المركزية الإمبراطورية في نانجينغ، المؤسسة في العام 258، نتيجةً لتطور شانغ سيانع لتصبح أول مؤسسة شاملة تجمع ما بين التعليم والبحث وقُسّمت إلى خمس كليات في العام 470، وأصبحت في ما بعد جامعة نانجينغ.
ظهر في القرن الثامن نوعٌ آخرٌ من معاهد التعليم، سُمي بشويوان، والذي هو ملكية خاصة. يوجد آلاف من الشويوان المسجلة في العصور القديمة، اختلفت درجاتهم بين واحد وآخر ويمكن تصنيف بعض الشويوان المتقدمة على أنها مؤسسات تعليم عال، أمثال بيلودونغ شويوان ويويلو شويوان.

## نشأة الفكر الأكاديمي
كان أفلاطون هو أول من فكر في تأسيس المعاهد الأكاديمية واتخذ مقر أكاديميته بقرب حديقة بأثينا كانت تسمى حدائق اكادموس، وقام بتدريس الفلسفة والرياضيات، وكتب على باب الأكاديمية: «من لم يكن مهندسا فلا يدخل علينا». وفي سنة 529 قام الإمبراطور الروماني جستنيان بإغلاق الأكاديمية معتبرا إياها من المعاهد الوثنية.

## آليات الأكاديمية وقسماتها
يعدد ماجد صلاح الدين آليات الأكاديمية وقسماتها في:
- العناية الفائقة بالشكليات على حساب المضامين.
- الاستغراق في التنظير على حساب «العملية» و«التطبيقية».
- الجمود بالوقوف عند أشخاص معينين ومبادئ وأفكار معينة.
- التقليد بإلغاء العقل واعتباره شيطانا رجيما يضل عن الصواب.
- التفرد بالتخصصات لدى من يسمون أنفسهم بالمتخصصين.
- إعلاء شأن الشهادة الأكاديمية على الخبرة.
- رأيك هو رأي أستاذك.

## الشهادات والدرجات الأكاديمية
يعد الباحث المنتمي إلى إحدى هذه المراحل أكاديميا:
- - مرحلة الليسانس والبكالوريوس.
  - مرحلة الدبلوم العالي أو ما يعادلها.
  - مرحلة الماجستير.
  - مرحلة الدكتوراه.
  - مرحلة الترقي إلى أستاذ مساعد.
  - مرحلة الترقي إلى أستاذ.

ويعد سلم الترقي الوظيفي لدى المعينين في المؤسسات الأكاديمية هكذا:
- - معيد (حاصل على شهادة الليسانس أو البكالوريوس).
  - مدرس مساعد (حاصل على درجة الماجستير).
  - مدرس (حاصل على درجة الدكتوراه).
  - أستاذ مساعد.
  - أستاذ.